# Kayte Christensen
Kayte Lauren Christensen (Lakeview, 16 novembre 1980) è un'ex cestista statunitense, professionista nella WNBA.

## Carriera
È stata selezionata dalle Phoenix Mercury al terzo giro del Draft WNBA 2002 (40ª scelta assoluta).